# Burg Radenhausen
Die Burg Radenhausen ist eine abgegangene Wasserburg bei Amöneburg im Landkreis Marburg-Biedenkopf in Hessen.

## Lage
Sie lag als Motte oder Turmburg mit einem Nebengebäude, vermutlich einer Mühle, und umgeben von Wassergräben nördlich des Altarms Alte Ohm und südlich eines Neuer Graben genannten Abzweiges am westlichen Rand der heutigen Radenhäuser Lache nördlich des noch existenten Gutes Radenhausen.

## Geschichte
Die vermutlich im 11. bis 12. Jahrhundert von den Herren von Radenhausen erbaute Burg wurde 1282 erstmals erwähnt. Canonicus Gottfried Wetter zu Fritzlar wird vom Mainzer Stuhl mit der Untersuchung einer Klage des deutschen Hauses bei Marburg gegen benannten Berenger von Radenhausen, wegen Erbauung einer Mühle an der Ohm bei Radenhausen und Schädigung der Ordensgüter daselbst durch ein angebrachtes Wehr, beauftragt. Im Oktober 1283 übergibt Berenger und sein Bruder Wiegand von Radenhausen dem deutschen Haus bei Marburg ihren Hof zu Radenhausen bis zur Abtragung einer Schuldsumme.
Die von Radenhausen sind als Burgmänner mit größerem Lehensbesitz von Kurmainz und der Landgrafschaft Hessen in und um Amöneburg und Kirchhain verzeichnet. Sie waren Mitglied der Althessischen Ritterschaft. Ihr Wappen war ein rechtsschauender Greif mit gespreizten Schwingen, in rot und schwarz geteilt auf silbernem Schild mit Büffelhörnern in gleicher Farbe in rot und schwarz.
Im Dreißigjährigen Krieg wird Hof und Burg zerstört. Oberflächlich ist von Burg und Alt-Siedlung heute nichts mehr sichtbar.
Der Burg gegenüber auf der anderen Seite der Alten Ohm lag die gleichnamige Siedlung, die bereits 750 und 779 in Urkunden des Klosters Fulda genannt wird. 1282 ist ein Hof verzeichnet, 1500 hat er noch bestanden und wurde im Dreißigjährigen Krieg ebenfalls zerstört. Obwohl 1723 als wüst beschrieben, existiert eine Karte von 1740 mit Aufzeichnung von Burg und Hof an der Alten Ohm. Dabei stand die Turmburg oder vielleicht auch nur ein Festes Haus als quadratischer Alter Bau nördlich der Ohm und war von den anderen drei Seiten durch einen Wassergraben geschützt. In einer Kurve der Ohm unweit westlich davon lag die Mühle, ebenfalls auf Kirchhainer Seite. Gegenüber der Ohm auf Amöneburger Gebiet, stand in einer Dreiergruppe westlich das T-förmige Herrenhaus mit zwei Scheunen, eine nördlich an der Ohm dem alten Burgturm gegenüber und die zweite östlich – die Längsseite zum Herrenhaus ausgerichtet – und nach Süden einen offenen Hof bildend.
Nur wenig später wurde das Gut Radenhausen um 1786 an seiner jetzigen Stelle etwa 200 m südöstlich neu angelegt.